# Bossora
Bossora est un village du département et la commune rurale de Satiri, situé dans la province du Houet et la région des Hauts-Bassins au Burkina Faso.

## Géographie

### Démographie
- En 2006, le village comptait 4 694 habitants recensés[1].

## Éducation et santé
Bossora accueille un dispensaire isolé ; le centre de santé et de promotion sociale (CSPS) le plus proche étant celui de Tiarako.